# Minisatellite Italiano di Technologia Avanzata
MITA, (acronyme de Minisatellite Italiano di Technologia Avanzata), est un mini-satellite italien financé par l'Agence spatiale italienne (ASI) et destiné à la mise au point de nouvelles technologies spatiales. MITA embarque une expérience scientifique (un détecteur de particules chargées) et un système intégré de contrôle d'attitude développé pour le compte de l'Agence spatiale européenne par l'Allemagne. Le satellite de 170 kg est placé en orbite le 15 juillet 2000 par un lanceur russe Kosmos-3M depuis le cosmodrome de Plessetsk. La mission s'achève de manière prématurée en ayant toutefois rempli ses objectifs le 15 août 2001. 

## Caractéristiques du satellite
MITA est long de 1,7 mètre avec une section de 1,4 x 0,7 mètre et a une masse de 170 kg. Le satellite est stabilisé sur 3 axes avec une précision de 0,1°. La plate-forme utilisée a une durée de vie de 5 ans. L'énergie est fournie par deux panneaux solaires qui produisent en fin de vie 400 watts dont 120 watts sont utilisés en pointe. Les communications avec le sol se font en bande S avec un débit maximal de 512 kilobits/s. MITA dispose d'une mémoire de masse de 64 mégaoctets.

## Équipements et expériences
Le satellite emporte deux expériences :
- NINA-2 (New Instrument for Nuclear Analysis) est un télescope à particules développés par l'Istituto nazionale di fisica nucleare (INFN) en Italie et l'Institut d'ingénierie physique de Moscou pouvant mesurer l"énergie et l'incidence de particules chargées en particulier du rayonnement cosmique ayant une énergie comprise entre 10 et 200 MeV/noyau. NINA-2 dérive d'un instrument qui vole à bord du satellite RESURS-O1 # 4 placé en orbite en juillet 1998.
- MTS-AOMS (Micro Tech Sensor-Attitude and Orbit Measurement System) est une suite d'équipements développée par Astrium en Allemagne sur des fonds de l'Agence spatiale européenne qui combine la détermination de l'attitude et l'orbite du satellite. Il comprend trois éléments : une caméra chargée de prendre des images à la fois du champ d'étoiles et de l'horizon de la Terre, un magnétomètre et un capteur mesurant la vitesse de rotation sur un angle.